# E4 (európai út)
Az E4 európai út Európa északi részén, Skandináv-félszigeten halad. Két országot, Finnországot és Svédországot érint. Északi kiinduló pontja finnországi Tornióban van és onnan a svédországi Helsingborgig tart. Svédország második leghosszabb útja az E45 után. A finnországi szakasz mindössze 800 méter hosszú, és végig Tornio területén halad. A svéd szakasz ezzel szemben az ország egyik legfontosabb útvonala, mivel észak-déli irányban csaknem teljes Svédországon végigvezet, és érinti a legtöbb nagyvárost. Ez a leggyorsabb útvonal Európa északi sarkkörön túl fekvő területei felé. Stockholmtól délre négysávos autópálya, a svéd fővárostól északra általában három sávos kiépítésű, amelyen másfél-két kilométerenként váltakozva az egyik vagy a másik oldalon van két sáv, drótakadállyal elválasztva a másik oldaltól. Ez a kiépítés a kamionok előzési lehetőségét szolgálja.

## Települései
- Finnország: Tornio
- Svédország: Haparanda, Luleå, Piteå, Skellefteå, Umeå, Örnsköldsvik, Härnösand, Sundsvall, Hudiksvall, Söderhamn, Gävle, Tierp, Uppsala, Stockholm, Södertälje, Nyköping, Norrköping, Linköping, Mjölby, Jönköping, Helsingborg

## Finnország
Jelzés:
- 29: Tornio

## Svédország

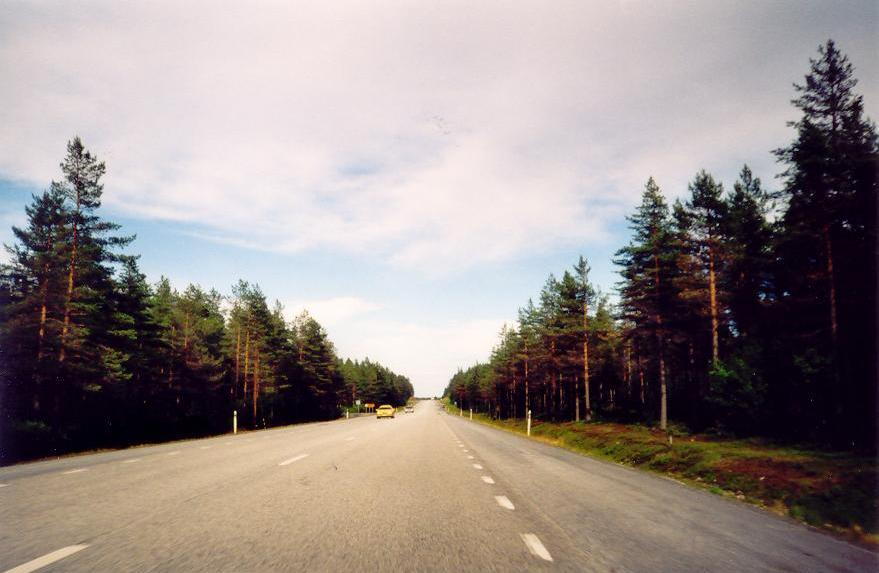
Az E4 Örnsköldsvik közelében

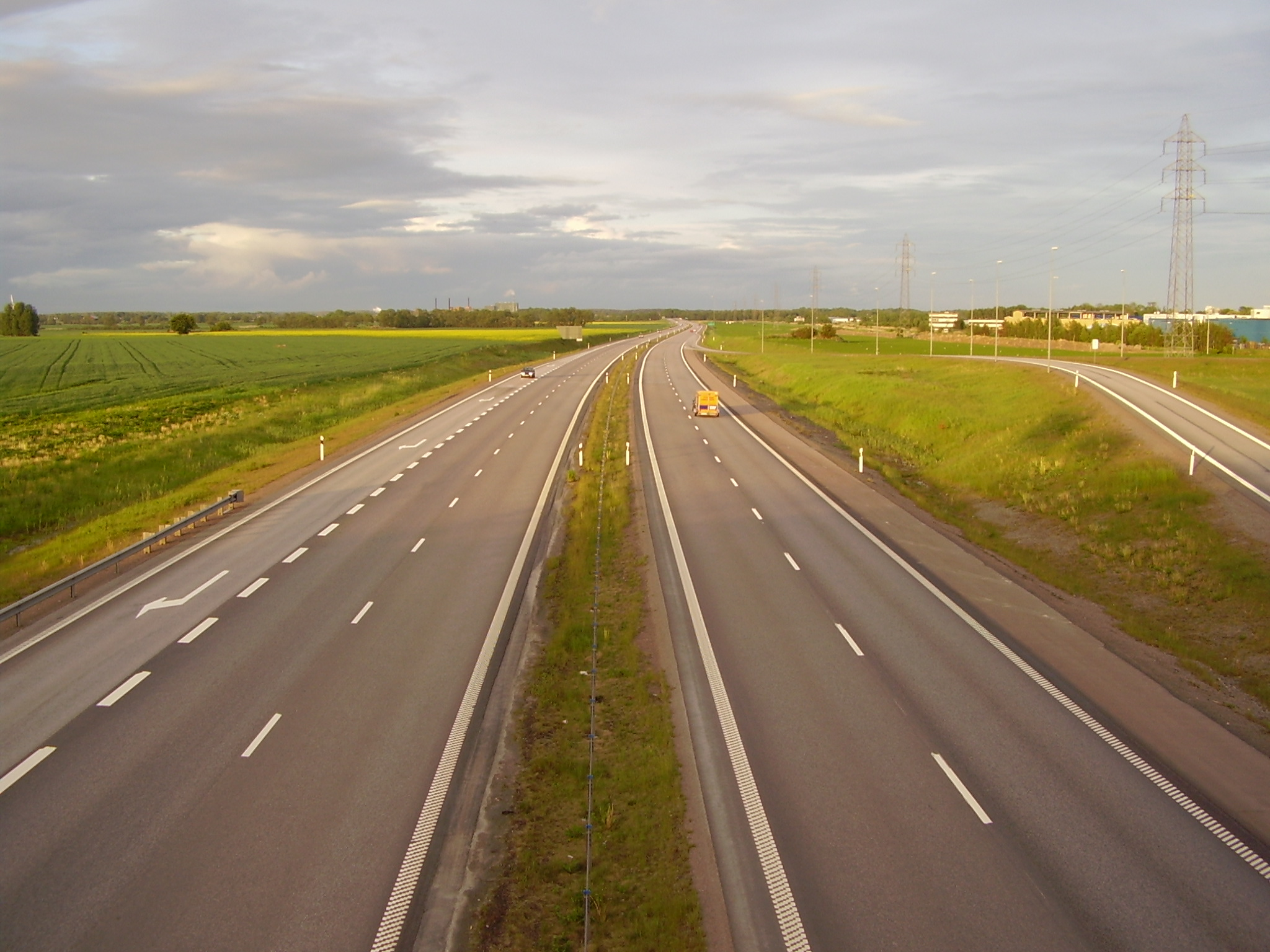
Az E4 Linköping mellett

Jelzés:
- E10: Töre - Luleå
- 94: Luleå
- E20: Stockholm - Södertälje
- 54: Nyköping
- 40: Jönköping
- 47: Jönköping
- 25: Ljungby
- 117: Markaryd